# 주바
주바(영어: Juba, 아랍어: جوبا, 히브리어: ג'ובה)는 남수단의 수도이자 가장 큰 도시이다. 그 도시는 백나일강에 위치해 있고 중앙에콰토리아주의 수도 역할을 하고, 세계에서 가장 최근에 이와 같이 상승한 수도이며 2017년에 525,953명의 인구가 있다. 면적은 52 km2 (20 sq mi)이고, 수도권은 336 km2 (130 sq mi)에 이른다.
주바는 1920~21년에 주바라고도 불리는 작은 바리족 마을에 교회 선교회(CMS)에 의해 설립되었다. 이 도시는 1920년대 말에 몽갈라의 주도로 만들어졌다. 이 마을의 성장은 2005년 포괄적 평화협정이 체결된 이후 가속화되었는데, 이 협정으로 주바는 남수단 자치정부의 수도가 되었다. 주바는 독립 후 2011년에 남수단의 수도가 되었지만, 영향력 있는 정당들은 람시엘이 수도가 되기를 원했다. 정부는 수도를 람시엘로 이전한다고 발표했지만, 아직 시행되지 않았다.

## 인구
2005년 기준으로 주바의 인구는 163,442명이었다. 항공 사진 분석에 따르면 주바에서 일하는 여러 기부자들의 추정치는 2006년 인구를 약 250,000명으로 계산했다. 2008년 4월/5월 제5차 수단 인구주택총조사에서 주바 카운티의 인구가 372,413명(군을 지배하는 주바시에 거주하는 사람들이 대다수임)이라고 밝혔으나 결과는 남수단 자치정부에 의해 거부되었다. 주바는 오일 머니와 중국인들이 일과 개발을 위해 오는 것으로 인해 매우 빠르게 발전하고 있다. 2011년 기준으로 주바시의 인구는 372,410명으로 추정되지만 잠재적으로는 그 이상일 수도 있다. 2013년 기준으로 주바시의 인구는 4.23%의 비율로 증가하고 있다. 도시의 CEO인 마틴 사이먼 와니는 인구가 백만 명을 넘고 주변 교외 지역에 최대 백만 명이 더 거주하고 있다고 주장했다. 주바와 인접한 교외 지역은 경제적 기회를 위해 시골에서 온 사람들이 도시로 이주하면서 점점 더 밀집해 가고 있다.

## 역사

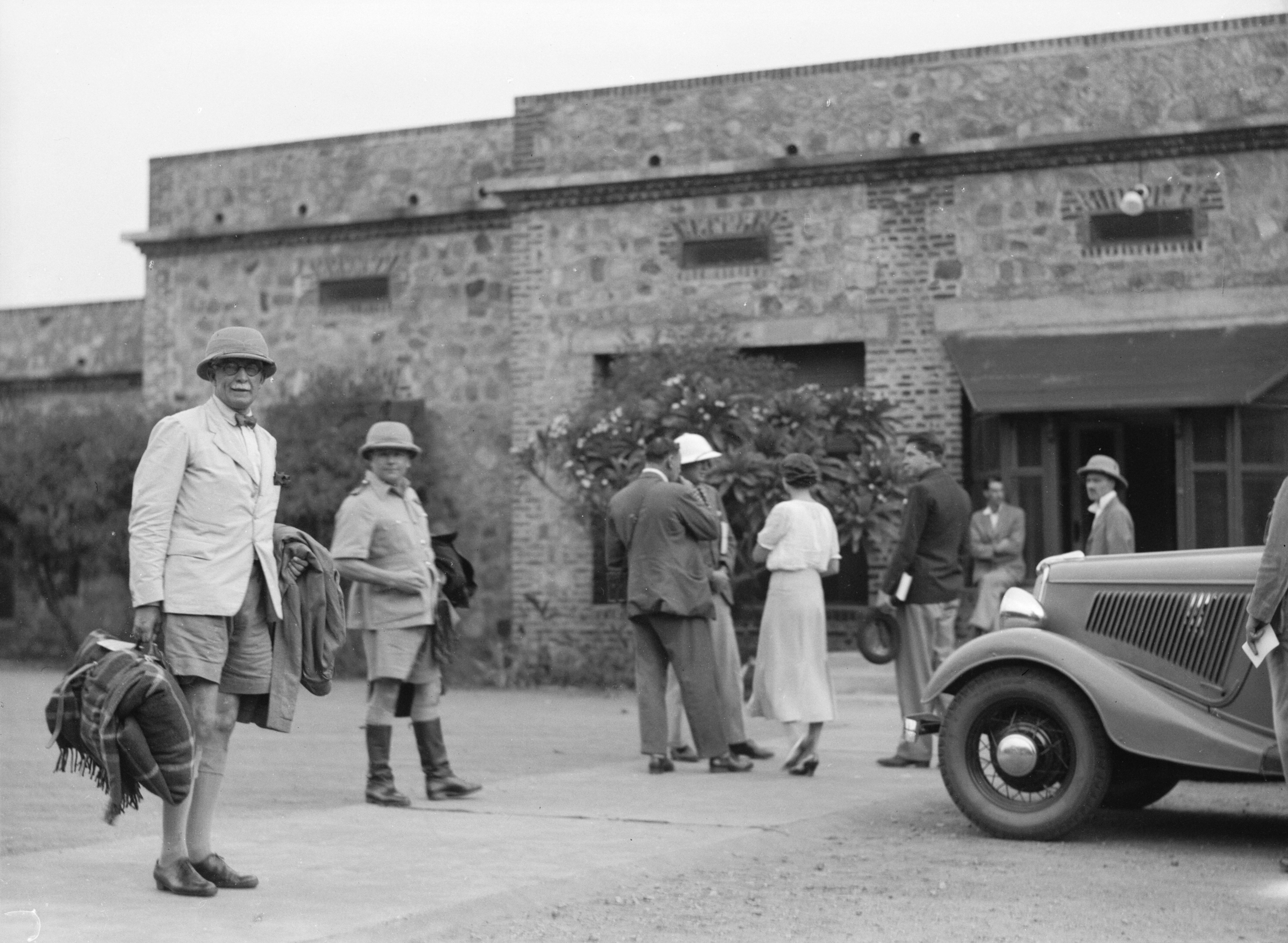
1936년의 주바 호텔

19세기, 주바 근처에 곤도코로(Gondokoro)라고 불린 무역기지가 있었다. 이곳은 오스만 투르크의 가장 남쪽 군사기지로 약간의 군인들이 진주하고 있었는데, 대부분이 이 지역에 만연한 말라리아와 흑수열에 걸려 있었다.
1922년, 그리스의 무역상들이 이 지역에 도착하여 백나일강 반대편에 주바를 건설했다. 그리스인들은 주바의 원주민들이었던 바리족과 원만한 관계를 가지고 있었고 그들의 협조 속에 상가를 만들었다. 이후 40대 초까지 여러 은행 건물과 호텔 등이 지어졌다.
1899년부터 1955년까지 주바는 영국령 수단에 속해 있었다. 영국은 북부 수단과 남부 수단의 통합을 논의하는 주바 회의에서 수단의 남부 지역을 우간다와 합치길 바랐지만 남부 수단은 결국 북부 수단과 통합되고, 주바는 1956년 독립 이후 수단에 속한 도시가 되었다.
남부 수단과 북부 수단의 통합에 반대하는 남부 수단 반군들이 1, 2차 수단 내전을 일으켰으며, 남부 수단의 중심지인 주바는 이 내전의 중요한 거점이 되었다.

## 도시 시설

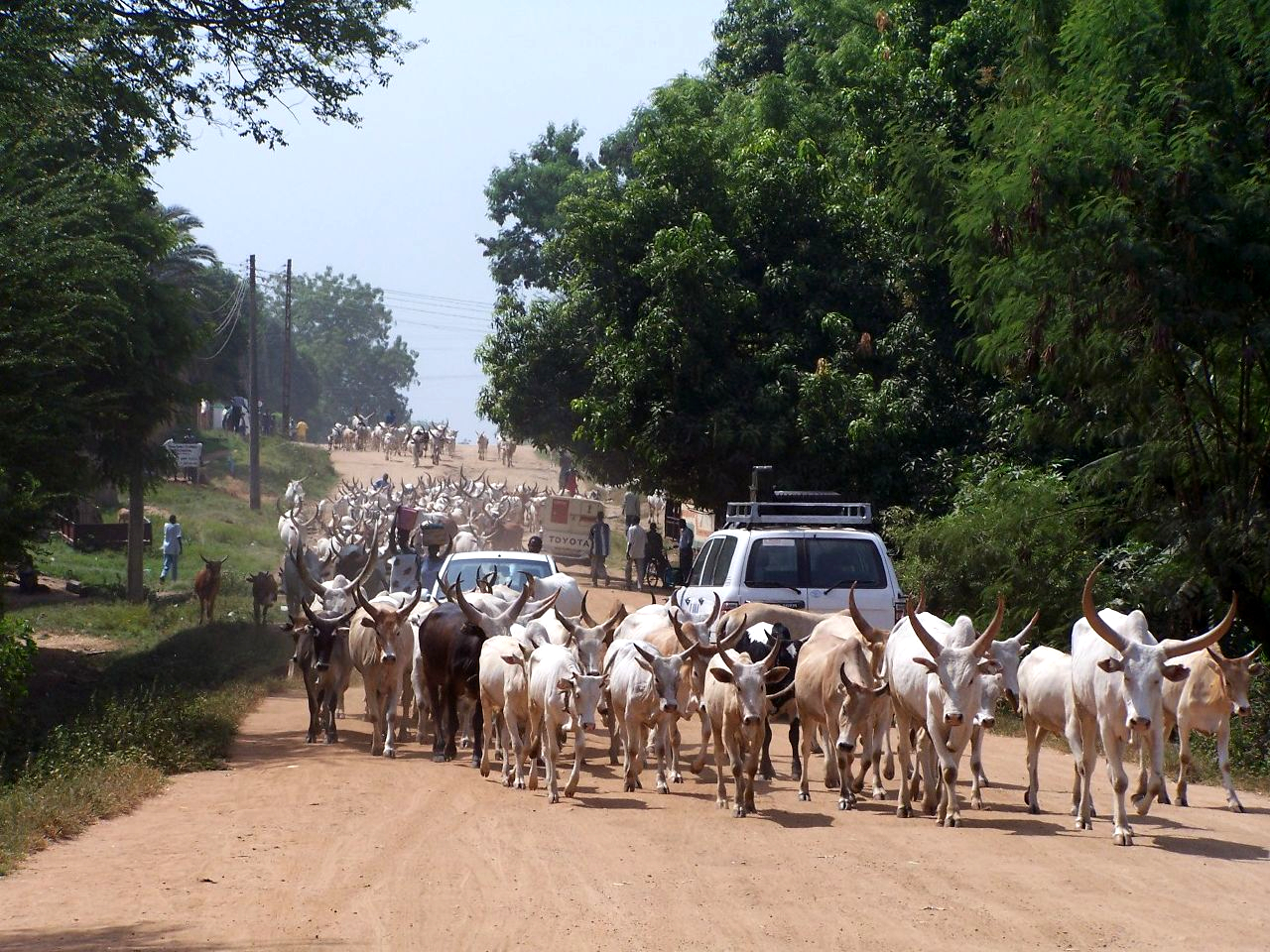
주바의 거리

주바는 나일강의 포구로 백나일의 주요한 합류지점이다. 내전 이전의 주바는 교통의 요충지로서 케냐와 우간다, 콩고 민주 공화국을 잇는 고속도로가 놓여 있었다.
계속되는 전쟁으로 인해 주바는 교통의 요충지로서 능력을 상실했다. 도로와 포구는 복구가 힘들 정도로 망가졌다. UN과 남수단 정부가 도로를 수리하고 있으나 완전한 복구까지는 상당한 시간이 걸릴 것으로 예측된다. 게다가 수시로 찾아오는 우기로 인해 공사는 지연을 거듭할 수밖에 없다.
주바 대학교가 있으며 주바 국제공항이 위치해 있다.

## 기후
| Juba (1971–2000, extremes 1931–1990)의 기후                                           | Juba (1971–2000, extremes 1931–1990)의 기후 | Juba (1971–2000, extremes 1931–1990)의 기후 | Juba (1971–2000, extremes 1931–1990)의 기후 | Juba (1971–2000, extremes 1931–1990)의 기후 | Juba (1971–2000, extremes 1931–1990)의 기후 | Juba (1971–2000, extremes 1931–1990)의 기후 | Juba (1971–2000, extremes 1931–1990)의 기후 | Juba (1971–2000, extremes 1931–1990)의 기후 | Juba (1971–2000, extremes 1931–1990)의 기후 | Juba (1971–2000, extremes 1931–1990)의 기후 | Juba (1971–2000, extremes 1931–1990)의 기후 | Juba (1971–2000, extremes 1931–1990)의 기후 | Juba (1971–2000, extremes 1931–1990)의 기후 |
| 월                                                                                    | 1월                                         | 2월                                         | 3월                                         | 4월                                         | 5월                                         | 6월                                         | 7월                                         | 8월                                         | 9월                                         | 10월                                        | 11월                                        | 12월                                        | 연간                                        |
| ------------------------------------------------------------------------------------- | ------------------------------------------- | ------------------------------------------- | ------------------------------------------- | ------------------------------------------- | ------------------------------------------- | ------------------------------------------- | ------------------------------------------- | ------------------------------------------- | ------------------------------------------- | ------------------------------------------- | ------------------------------------------- | ------------------------------------------- | ------------------------------------------- |
| 역대 최고 기온 °C (°F)                                                                | 42.2 (108.0)                                | 43.0 (109.4)                                | 43.6 (110.5)                                | 42.4 (108.3)                                | 43.7 (110.7)                                | 38.5 (101.3)                                | 37.0 (98.6)                                 | 38.5 (101.3)                                | 39.0 (102.2)                                | 39.6 (103.3)                                | 40.4 (104.7)                                | 42.8 (109.0)                                | 43.7 (110.7)                                |
| 일평균 최고 기온 °C (°F)                                                              | 36.8 (98.2)                                 | 37.9 (100.2)                                | 37.7 (99.9)                                 | 35.4 (95.7)                                 | 33.5 (92.3)                                 | 32.4 (90.3)                                 | 31.1 (88.0)                                 | 31.6 (88.9)                                 | 33.1 (91.6)                                 | 34.0 (93.2)                                 | 34.7 (94.5)                                 | 35.9 (96.6)                                 | 34.5 (94.1)                                 |
| 일일 평균 기온 °C (°F)                                                                | 28.2 (82.8)                                 | 29.3 (84.7)                                 | 29.9 (85.8)                                 | 28.7 (83.7)                                 | 27.6 (81.7)                                 | 26.5 (79.7)                                 | 25.6 (78.1)                                 | 25.5 (77.9)                                 | 26.4 (79.5)                                 | 26.9 (80.4)                                 | 27.4 (81.3)                                 | 27.5 (81.5)                                 | 27.5 (81.4)                                 |
| 일평균 최저 기온 °C (°F)                                                              | 20.1 (68.2)                                 | 21.7 (71.1)                                 | 23.6 (74.5)                                 | 23.4 (74.1)                                 | 22.6 (72.7)                                 | 21.9 (71.4)                                 | 21.1 (70.0)                                 | 21.0 (69.8)                                 | 21.1 (70.0)                                 | 21.3 (70.3)                                 | 20.9 (69.6)                                 | 20.0 (68.0)                                 | 21.6 (70.9)                                 |
| 역대 최저 기온 °C (°F)                                                                | 11.4 (52.5)                                 | 12.2 (54.0)                                 | 16.3 (61.3)                                 | 16.5 (61.7)                                 | 16.8 (62.2)                                 | 14.0 (57.2)                                 | 13.3 (55.9)                                 | 16.0 (60.8)                                 | 15.5 (59.9)                                 | 14.0 (57.2)                                 | 13.2 (55.8)                                 | 13.9 (57.0)                                 | 11.4 (52.5)                                 |
| 평균 강우량 mm (인치)                                                                 | 5.1 (0.20)                                  | 11.0 (0.43)                                 | 36.7 (1.44)                                 | 111.5 (4.39)                                | 129.9 (5.11)                                | 117.8 (4.64)                                | 144.7 (5.70)                                | 127.5 (5.02)                                | 103.7 (4.08)                                | 114.5 (4.51)                                | 43.1 (1.70)                                 | 8.2 (0.32)                                  | 953.7 (37.55)                               |
| 평균 강우일수 (≥ 0.1 mm)                                                              | 1.4                                         | 2.0                                         | 6.6                                         | 11.6                                        | 12.4                                        | 10.3                                        | 13.0                                        | 11.5                                        | 8.6                                         | 10.4                                        | 6.5                                         | 1.9                                         | 96.2                                        |
| 평균 상대 습도 (%)                                                                    | 44                                          | 42                                          | 51                                          | 64                                          | 73                                          | 76                                          | 81                                          | 80                                          | 77                                          | 73                                          | 69                                          | 53                                          | 65                                          |
| 평균 월간 일조시간                                                                    | 279.0                                       | 235.2                                       | 210.8                                       | 198.0                                       | 207.7                                       | 207.0                                       | 182.9                                       | 204.6                                       | 228.0                                       | 241.8                                       | 237.0                                       | 260.4                                       | 2,692.4                                     |
| 가능 일조율                                                                           | 76                                          | 67                                          | 57                                          | 54                                          | 62                                          | 58                                          | 50                                          | 57                                          | 63                                          | 64                                          | 68                                          | 68                                          | 62                                          |
| 출처 1: World Meteorological Organization,                                            |                                             |                                             |                                             |                                             |                                             |                                             |                                             |                                             |                                             |                                             |                                             |                                             |                                             |
| 출처 2: NOAA (sun and humidity, 1961–1990), 독일 기상청 (extremes, mean temperatures) |                                             |                                             |                                             |                                             |                                             |                                             |                                             |                                             |                                             |                                             |                                             |                                             |                                             |

## 같이 보기
- 에콰토리아 지방